# Portal Czasopism Naukowych
Portal Czasopism Naukowych – serwis internetowy będący miejscem prezentacji, promocji i rozpowszechniania treści publikowanych w czasopismach naukowych. 
Wszystkie artykuły naukowe przyjęte na portal są wstępnie recenzowane i spełniają wysokie międzynarodowe wymogi edytorskie, a także kryteria Ministerstwa Nauki i Szkolnictwa Wyższego. Każde zamieszczone tam czasopismo ma swoją własną stronę internetową i jest indeksowane w międzynarodowych bazach danych.
Celem tej inicjatywy jest zgromadzenie i przedstawienie w jednym miejscu wyników badań naukowych zawartych w części polskich czasopism naukowych oraz ich rozpowszechnienie w kraju i za granicą przez najważniejsze międzynarodowe bazy danych, a także – co bardzo istotne – przez zagranicznych wydawców uniwersyteckich. Najważniejszą misją portalu jest bowiem upowszechnienie polskich osiągnięć naukowych na świecie i w kraju.
Platforma przedstawia pełną ofertę czasopism wydawanych we współpracy z Wydawnictwem Uniwersytetu Jagiellońskiego, w tym afiliowanych w różnych ośrodkach naukowych w całej Polsce. Obecnie można tutaj zapoznać się z wynikami badań naukowych publikowanych w ponad 80 czasopismach pochodzących z różnych dziedzin nauki. Większość artykułów jest udostępniana bezpłatnie. Przy każdym artykule jest podana licencja Creative Commons. Do części z nich dostęp jest odpłatny. Studenci i pracownicy UJ mogą korzystać z wszystkich materiałów na portalu bezpłatnie. 

## Lista czasopism naukowych z Portalu
- Acta Protozoologica
- Czasopismo Techniczne
- Cahiers ERTA
- Electrum
- Gdańskie Studia Azji Wschodniej
- International Business and Global Economy
- Konteksty Kultury
- Krakowskie Studia z Historii Państwa i Prawa
- Opuscula Musealia
- Prace Etnograficzne
- Prace Geograficzne
- Prace Historyczne
- Principia
- Przegląd Kulturoznawczy
- Przekładaniec
- Psychologia Rozwojowa
- Reports on Mathematical Logic
- Rocznik Kognitywistyczny
- Romanica Cracoviensia
- Schedae Informaticae
- Scripta Judaica Cracoviensia
- Studia Etymologica Cracoviensia
- Studia Linguistica Universitatis Iagellonicae Cracoviensis
- Studia Litteraria Universitatis Iagellonicae Cracoviensis
- Studia Religiologica
- Studies in Polish Linguistics
- Terminus
- Universitatis Iagellonicae Acta Mathematica
- Wielogłos
- Yearbook of Conrad Studies
- Zarządzanie Mediami
- Zarządzanie Publiczne
- Zarządzanie w Kulturze
- Zdrowie Publiczne i Zarządzanie
- Zeitschrift des Verbandes Polnischer Germanisten
- Zeszyty Prasoznawcze